# Interglaciar

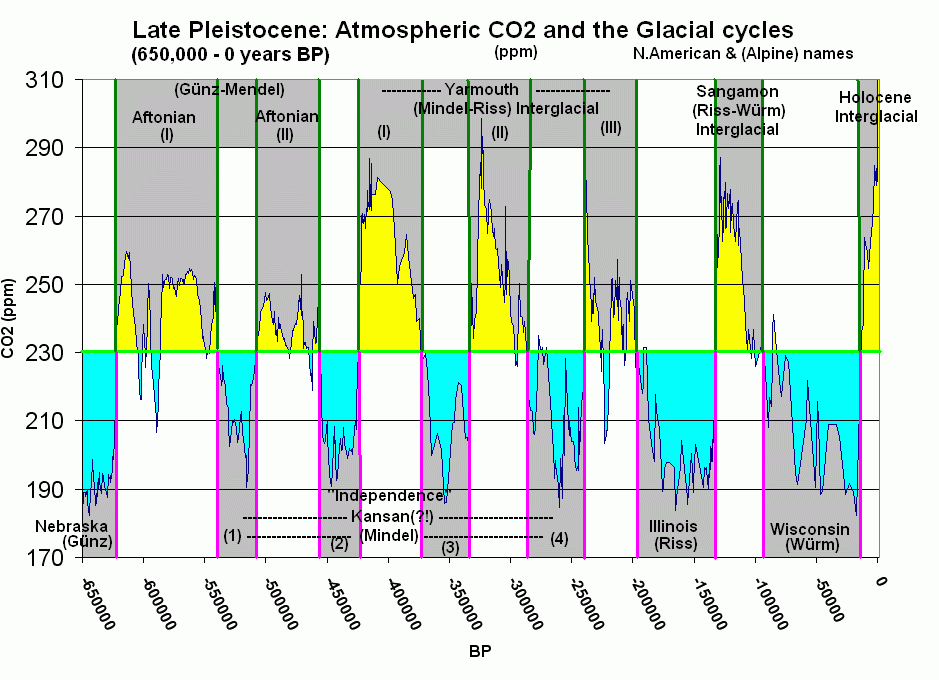
Datos de los testigos de hielo sobre el CO2 atmosférico en relación con los ciclos glaciares.Los periodos glaciares aparecen coloreados en azul y los interglaciares en amarillo.

Un interglaciar o interglacial es un intervalo climático en el que se produce un atemperamiento global del clima y que generalmente separa dos periodos glaciares o glaciaciones.
A lo largo del Cuaternario se han sucedido alternativamente periodos glaciares e interglaciares en intervalos que duran entre 40 000 y 100 000 años, aproximadamente; en los periodos glaciares las masas de hielo avanzan creando grandes casquetes que ocupan una gran parte de los continentes, al menos en el Hemisferio Norte, mientras que en los interglaciares se daría un clima similar al actual. De hecho, el periodo Holoceno o postglaciar es uno más de los periodos interglaciares del Cuaternario, recibiendo la denominación de interglaciar Flandriense.
Dentro de los períodos glaciares, existen además breves periodos en los que el clima es moderado, al no durar tanto como un interglaciar, que se denomina interestadios; por ejemplo, la última glaciación, denominada Würm o Wisconsin, se divide en cuatro partes de máximo glaciar separadas por sus respectivos interestadios templados.
Los interglaciares más recientes son:
- Interglacial Günz-Mindel o Cromeriense
- Interglacial Mindel-Riss u Hoxniense
- Interglacial Riss-Würm o Ipswichiense
- Posglacial o Flandriense

Los efectos de congelación y de fusión de las grandes masas de hielo provocaron cambios en la cantidad de agua disponible en el mar; asimismo, el peso variable de los casquetes polares o indlandsis alteraba el equilibrio isostático de las placas tectónicas, lo cual, combinado, provocaba enormes ascensos y descensos del nivel marino, es decir, transgresiones y regresiones marinas. Estos fenómenos han sido constatados geológicamente al formarse una serie de playas fósiles en forma de terrazas escalonadas. De esta manera, el escalonamiento en el Mediterráneo tiene la siguiente correspondencia con los interglaciares:
| Antigüedad   | Europa atlántica | Europa central | Playas fósiles | Altura             |
| ------------ | ---------------- | -------------- | -------------- | ------------------ |
| 10 000 años  | Flandriense      | Postglacial    | Flandriense    | + 6/8 m s. n. m.   |
| 140.000 años | Ipswichiense     | Riss-Würm      | Monastiriense  | + 18/20 m s. n. m. |
| 450.000 años | Hoxniense        | Mindel-Riss    | Tirreniense    | + 30/35 m s. n. m. |
| 750.000 años | Cromeriense      | Günz-Mindel    | Milazziense    | + 60/65 m s. n. m. |